# تشهارراه تشري (بهمئي غرمسيري الشمالي)
تشهارراه تشري (بالفارسية: چهارراه چری) هي قرية تقع في إيران في قسم بهمئي غرمسیري الشمالي الريفي. يقدر عدد سكانها بـ 288 نسمة بحسب إحصاء 2016.